# NGC 340
NGC 340 ist eine Spiralgalaxie mit ausgedehnten Sternentstehungsgebieten vom Hubble-Typ Sb im Sternbild Walfisch südlich der Ekliptik. Sie ist schätzungsweise 275 Millionen Lichtjahre von der Milchstraße entfernt und hat einen Durchmesser von etwa 70.000 Lichtjahren.

Im selben Himmelsareal befinden sich u. a. die Galaxien NGC 342, NGC 345, NGC 347, NGC 349.
Das Objekt wurde am 27. September 1864 von dem deutschen Astronomen Albert Marth entdeckt.